# Bernard Bang
Bernard Laurits Fredrick Bang (7. června 1848 Sorø – 22. června 1932 Kodaň) byl dánský veterinární lékař, který objevil původce brucelózy skotu. Zabýval se studiem zdravotní problematiky skotu, při němž zjistil, že jednou z příčin potratů u krav je bakterie. Práci publikoval v roce 1897 a izolovanou bakterii sám pojmenoval jako Bacillus abortus (dnes nese jméno Brucella abortus). Na počest jeho objevu se nemoc často označuje jako Bangova nemoc.